# Есперантідо
Есперанті́до (Esperantido) — проєкт міжнародної штучної мови, заснований на есперанто та ідо. Був запропонований Рене де Соссюром. Мав дві форми: 1919 та 1920 років. Обидві форми незначно відрізнялися від есперанто: так що володіючи есперанто, можна було розуміти і тексти на есперантідо.
Аналогічні проєкти того ж автора: нов-есперанто (1925), есперанто II (1937). Іноді їх об'єднують під загальним ім'ям антиде (спочатку псевдонім автора, взятий ним в 1907 році).
Варіант 1919 відрізнявся від есперанто заміною діакритики (ģ замість ĝ і т. Д.) Відсутністю знахідного відмінка (аккузатіва), лексикою (Save замість scii та ін.)

## Приклад тексту на варіанті 1919 року
Akceptante Esperantido, oni do ne riskas nova experimento. Irge ni libro, skribita en Esp-o, povas tuy esti transskribita en Esp-ido nuran gramatikan ćanģeton. Nu do esperas, ke omnin samideanon, kiun deziras atingi definitiva uneco de la lingvo internacia, ne rifuzos kunlabori kay klopodi kun nu por atentigi la Ligo de la Popolon (Societo de Nacion) pri la lingvo internacia. Vi certe savas, ke internacia lingvo newtrala yam existas dep 30 yaron kaj estas uzata kay parolata omnitage de milon de homon.
У варіанті 1920 діакритики не стало взагалі, змінилися ще деякі слова.

## Приклад тексту на варіанті 1920 року
La lingvo vekis varmegan entuziasmon, kar en ji vivis la nobla animo k. alta idealo de jia awtoro; la anaro pli k. pli grandivis. Esperanto, uzata skribe k. parole, progresis dey proxor 15 yaron, kiam qelkan anon ekdeziris reformi ji.